# Francisco Luís de Medeiros
Francisco Luís de Medeiros foi um militar e político brasileiro.
Foi deputado à Assembleia Legislativa Provincial de Santa Catarina na 27ª legislatura (1888 — 1889).